# Pachycondyla cavinodis
Pachycondyla cavinodis is een mierensoort uit de onderfamilie van de Ponerinae. De wetenschappelijke naam van de soort is voor het eerst geldig gepubliceerd in 1916 door Mann.